# Afrika-Cup 2006/Gruppe D
| Pl. | Land     | Sp. | S | U | N | Tore    | Diff. | Punkte |
| --- | -------- | --- | - | - | - | ------- | ----- | ------ |
| 1.  | Nigeria  | 3   | 3 | 0 | 0 | 005:100 | +4    | 09     |
| 2.  | Senegal  | 3   | 1 | 0 | 2 | 003:300 | ±0    | 03     |
| 3.  | Ghana    | 3   | 1 | 0 | 2 | 002:300 | −1    | 03     |
| 4.  | Simbabwe | 3   | 1 | 0 | 2 | 002:500 | −3    | 03     |

Der Artikel gibt Auskunft über die Spiele der Gruppe D beim Afrika-Cup 2006 in Ägypten.

## Nigeria – Ghana 1:0 (0:0)
| Nigeria                                                  | Nigeria | Ghana | Ghana |
| -------------------------------------------------------- | --- | --- | ----- |
| Nigeria                                                  | \| 1. Spieltag \| \| 23. Januar um 16:15 Uhr in Port-Said-Stadion (Port Said) \| \| Ergebnis: 1:0 (0:0) \| \| Zuschauer: 22.000 \| \| Schiedsrichter: Essam Abd El Fatah (Ägypten) \|                                                                                | \| 1. Spieltag \| \| 23. Januar um 16:15 Uhr in Port-Said-Stadion (Port Said) \| \| Ergebnis: 1:0 (0:0) \| \| Zuschauer: 22.000 \| \| Schiedsrichter: Essam Abd El Fatah (Ägypten) \|                                                            | Ghana |
| Nigeria                                                  | Vincent Enyeama – Joseph Yobo, Taye Taiwo, Chidi Odiah, Joseph Enakarhire – Ayila Yussuf, Wilson Oruma, Chris Obodo (88. Obinna Nwaneri) – Obafemi Martins, Julius Aghahowa (79. Nwankwo Kanu), Peter Odemwingie (82. Victor Obinna) Cheftrainer: Augustine Eguavoen | Sammy Adjei – Samuel Kuffour, John Mensah, Emmanuel Pappoe (88. Joe Tex Frimpong), John Paintsil, Issah Ahmed – Laryea Kingston, Stephen Appiah, Abubakari Yakubu (74. Hans Sarpei), Draman Haminu – Matthew Amoah Cheftrainer: Ratomir Dujković | Ghana |
| Nigeria                                                  | 1:0 Taye Taiwo (84.) | | Ghana |
| Nigeria                                                  | Chris Obodo | John Paintsil, Issah Ahmed, Abubakari Yakubu | Ghana |
| 1. Spieltag                                              | | |       |
| 23. Januar um 16:15 Uhr in Port-Said-Stadion (Port Said) | | |       |
| Ergebnis: 1:0 (0:0)                                      | | |       |
| Zuschauer: 22.000                                        | | |       |
| Schiedsrichter: Essam Abd El Fatah (Ägypten)             | | |       |

## Simbabwe – Senegal 0:2 (0:0)
| Simbabwe                                                 | Simbabwe | Senegal | Senegal |
| -------------------------------------------------------- | --- | --- | ------- |
| Simbabwe                                                 | \| 1. Spieltag \| \| 23. Januar um 19:00 Uhr in Port-Said-Stadion (Port Said) \| \| Ergebnis: 0:2 (0:0) \| \| Zuschauer: 17.000 \| \| Schiedsrichter: Khalid Abdel Rahman (Sudan) \|                                                                                   | \| 1. Spieltag \| \| 23. Januar um 19:00 Uhr in Port-Said-Stadion (Port Said) \| \| Ergebnis: 0:2 (0:0) \| \| Zuschauer: 17.000 \| \| Schiedsrichter: Khalid Abdel Rahman (Sudan) \|                                                                       | Senegal |
| Simbabwe                                                 | Gift Muzadzi – Zvenyika Makonese, George Mbwando, James Matola – Esrom Nyandoro, Shingayi Kaondera, Cephas Chimedza, Edzai Kasinauyo (83. Brian Badza), Edelbert Dinha (60. Tinashe Nengomasha) – Benjani Peter Ndlovu (66. Peter Ndlovu) Cheftrainer: Charles Mhlauri | Tony Sylva – Souleymane Diawara, Lamine Diatta, Ferdinand Coly, Habib Beye – Amdy Faye (84. Papa Bouba Diop) – Abdoulaye Faye – Rahmane Barry, Henri Camara, El Hadji Diouf (78. Issa Ba), Diomansy Kamara (62. Mamadou Niang) Cheftrainer: Abdoulaye Sarr | Senegal |
| Simbabwe                                                 | 0:1 Henri Camara (59.) 0:2 Issa Ba (80.) | | Senegal |
| Simbabwe                                                 | Zvenyika Makonese, Cephas Chimedza | | Senegal |
| 1. Spieltag                                              | | |         |
| 23. Januar um 19:00 Uhr in Port-Said-Stadion (Port Said) | | |         |
| Ergebnis: 0:2 (0:0)                                      | | |         |
| Zuschauer: 17.000                                        | | |         |
| Schiedsrichter: Khalid Abdel Rahman (Sudan)              | | |         |

## Ghana – Senegal 1:0 (1:0)
| Ghana                                                    | Ghana | Senegal | Senegal |
| -------------------------------------------------------- | --- | --- | ------- |
| Ghana                                                    | \| 2. Spieltag \| \| 27. Januar um 16:15 Uhr in Port-Said-Stadion (Port Said) \| \| Ergebnis: 1:0 (1:0) \| \| Zuschauer: 24.000 \| \| Schiedsrichter: Abderrahim El Arjoun (Marokko) \|                                                           | \| 2. Spieltag \| \| 27. Januar um 16:15 Uhr in Port-Said-Stadion (Port Said) \| \| Ergebnis: 1:0 (1:0) \| \| Zuschauer: 24.000 \| \| Schiedsrichter: Abderrahim El Arjoun (Marokko) \|                                                                   | Senegal |
| Ghana                                                    | Sammy Adjei – John Mensah, Emmanuel Pappoe, John Paintsil, Issah Ahmed – Laryea Kingston, Stephen Appiah (90. Daniel Edusei), Abubakari Yakubu, Draman Haminu, Joe Tex Frimpong (82. Hamza Mohammed), Matthew Amoah Cheftrainer: Ratomir Dujković | Tony Sylva – Souleymane Diawara, Lamine Diatta, Ferdinand Coly, Habib Beye – Issa Ba (68. Diomansy Kamara), Amdy Faye (46. Papa Bouba Diop), Abdoulaye Faye – Rahmane Barry, Henri Camara, El Hadji Diouf (67. Mamadou Niang) Cheftrainer: Abdoulaye Sarr | Senegal |
| Ghana                                                    | 1:0 Matthew Amoah (13.) | | Senegal |
| Ghana                                                    | Emmanuel Pappoe | | Senegal |
| Ghana                                                    | Laryea Kingston (62.) | Habib Beye (63.) | Senegal |
| 2. Spieltag                                              | | |         |
| 27. Januar um 16:15 Uhr in Port-Said-Stadion (Port Said) | | |         |
| Ergebnis: 1:0 (1:0)                                      | | |         |
| Zuschauer: 24.000                                        | | |         |
| Schiedsrichter: Abderrahim El Arjoun (Marokko)           | | |         |

## Nigeria – Simbabwe 2:0 (0:0)
| Nigeria                                                  | Nigeria | Simbabwe | Simbabwe |
| -------------------------------------------------------- | --- | --- | -------- |
| Nigeria                                                  | \| 2. Spieltag \| \| 27. Januar um 19:00 Uhr in Port-Said-Stadion (Port Said) \| \| Ergebnis: 2:0 (0:0) \| \| Zuschauer: 22.000 \| \| Schiedsrichter: Koman Coulibaly (Mali) \|                                                                          | \| 2. Spieltag \| \| 27. Januar um 19:00 Uhr in Port-Said-Stadion (Port Said) \| \| Ergebnis: 2:0 (0:0) \| \| Zuschauer: 22.000 \| \| Schiedsrichter: Koman Coulibaly (Mali) \|                                                                                               | Simbabwe |
| Nigeria                                                  | Vincent Enyeama – Joseph Yobo, Taye Taiwo, Chidi Odiah, Joseph Enakarhire – Ayila Yussuf, Wilson Oruma (53. Nwankwu Kanu), Chris Obodo (86. Garba Lawal) – John Utaka, Obafemi Martins, Julius Aghahowa (53. John Mikel) Cheftrainer: Augustine Eguavoen | Gift Muzadzi – Zvenyika Makonese, Charles Yohane, James Matola – Esrom Nyandoro, Tinashe Nengomasha, Shingayi Kaondera (80. Peter Ndlovu), Cephas Chimedza, Edelbert Dinha (69. Bekithemba Ndlovu) – Joel Lupahla (87. Edzai Kasinauyo), Benjani Cheftrainer: Charles Mhlauri | Simbabwe |
| Nigeria                                                  | 1:0 Chris Obodo (56.) 2:0 John Mikel (59.) | | Simbabwe |
| Nigeria                                                  | Wilson Oruma | Charles Yohane, James Matola, Tinashe Nengomasha, Edelbert Dinha | Simbabwe |
| 2. Spieltag                                              | | |          |
| 27. Januar um 19:00 Uhr in Port-Said-Stadion (Port Said) | | |          |
| Ergebnis: 2:0 (0:0)                                      | | |          |
| Zuschauer: 22.000                                        | | |          |
| Schiedsrichter: Koman Coulibaly (Mali)                   | | |          |

## Nigeria – Senegal 2:1 (0:0)
| Nigeria                                                  | Nigeria | Senegal | Senegal |
| -------------------------------------------------------- | --- | --- | ------- |
| Nigeria                                                  | \| 3. Spieltag \| \| 31. Januar um 18:00 Uhr in Port-Said-Stadion (Port Said) \| \| Ergebnis: 2:1 (0:0) \| \| Zuschauer: 5.000 \| \| Schiedsrichter: Jerome Damon (Südafrika) \|                                                                          | \| 3. Spieltag \| \| 31. Januar um 18:00 Uhr in Port-Said-Stadion (Port Said) \| \| Ergebnis: 2:1 (0:0) \| \| Zuschauer: 5.000 \| \| Schiedsrichter: Jerome Damon (Südafrika) \|                                                                                   | Senegal |
| Nigeria                                                  | Vincent Enyeama – Joseph Yobo, Taye Taiwo, Chidi Odiah, Joseph Enakarhire – John Mikel, Ayila Yussuf, Chris Obodo (57. Garba Lawal) – John Utaka (77. Victor Obinna), Obafemi Martins, Ayodele Makinwa (52. Nwankwo Kanu) Cheftrainer: Augustine Eguavoen | Tony Sylva – Omar Daf, Souleymane Diawara, Lamine Diatta, Ferdinand Coly (68. Pape Diakhaté) – Amdy Faye, Papa Bouba Diop – Rahmane Barry (44. Souleymane Camara), Henri Camara, El Hadji Diouf, Diomansy Kamara, (78. Frédéric Mendy) Cheftrainer: Abdoulaye Sarr | Senegal |
| Nigeria                                                  | 1:1 Obafemi Martins (79.) 2:1 Obafemi Martins (88.) | 0:1 Souleymane Camara (58.) | Senegal |
| Nigeria                                                  | Joseph Enakarhire | Omar Daf, Diomansy Kamara | Senegal |
| 3. Spieltag                                              | | |         |
| 31. Januar um 18:00 Uhr in Port-Said-Stadion (Port Said) | | |         |
| Ergebnis: 2:1 (0:0)                                      | | |         |
| Zuschauer: 5.000                                         | | |         |
| Schiedsrichter: Jerome Damon (Südafrika)                 | | |         |

## Ghana – Simbabwe 1:2 (0:0)
| Ghana                                                  | Ghana | Simbabwe | Simbabwe |
| ------------------------------------------------------ | --- | --- | -------- |
| Ghana                                                  | \| 3. Spieltag \| \| 31. Januar um 18:00 Uhr in Ismailia Stadium (Ismailia) \| \| Ergebnis: 1:2 (0:0) \| \| Zuschauer: 10.000 \| \| Schiedsrichter: René Louzaya (Republik Kongo) \|                                                                            | \| 3. Spieltag \| \| 31. Januar um 18:00 Uhr in Ismailia Stadium (Ismailia) \| \| Ergebnis: 1:2 (0:0) \| \| Zuschauer: 10.000 \| \| Schiedsrichter: René Louzaya (Republik Kongo) \|                                                                        | Simbabwe |
| Ghana                                                  | Sammy Adjei – John Mensah, Emmanuel Pappoe, John Paintsil, Daniel Edusei, Issah Ahmed – Stephen Appiah, Abubakari Yakubu (55. Hamza Mohammed) Draman Haminu (64. Godwin Attram) – Prince Tagoe (46. Baba Adamu), Joe Tex Frimpong Cheftrainer: Ratomir Dujković | Tapuwa Kapini – Zvenyika Makonese, James Matola – Esrom Nyandoro, Tinashe Nengomasha, Cephas Chimedza, Edelbert Dinha – Joel Lupahla, Benjani, Peter Ndlovu (49. Edzai Kasinauyo), Gidza Mushangazhike (85. Shingayi Kaondera) Cheftrainer: Charles Mhlauri | Simbabwe |
| Ghana                                                  | 1:2 Baba Adamu (90.) | 0:1 Cephas Chimedza (60.) 0:2 Benjani (68.) | Simbabwe |
| Ghana                                                  | Edzai Kasinauyo | | Simbabwe |
| 3. Spieltag                                            | | |          |
| 31. Januar um 18:00 Uhr in Ismailia Stadium (Ismailia) | | |          |
| Ergebnis: 1:2 (0:0)                                    | | |          |
| Zuschauer: 10.000                                      | | |          |
| Schiedsrichter: René Louzaya (Republik Kongo)          | | |          |